# Ліліан Брассьє
Ліліан Брассьє (фр. Lilian Brassier, нар. 2 листопада 1999, Аржантей, Франція) — французький футболіст тоголезького походження, захисник клубу «Брест». На умовах оренди грає за «Ренн».

## Ігрова кар'єра

### Клубна
Ліліан Брассьє є вихованцем футбольної школи клубу «Ренн». У червні 2019 року футболіст підписав зклубом професійний контракт і одразу був відправлений в оренду у клубу Ліги 2 «Валансьєн». Де і зіграв свою першу гру на професійному рівні. Сталося це у серпні 2019 року у матчі проти «Нансі».
У 2020 році Брассьє знову був відданий в оренду. Цього разу у клуб Ліги 1 «Брест». За умовою орендного договору клуб мав можливість викупити контракт захисника, якщо залишиться в Лізі 1. Після того, як «Брест» залишився у вищому дивізіоні, Брассьє підписав з клубом контракт на постійній основі.

### Збірна
Маючи тоголезьке коріння, Ліліан Брассьє на міжнародному рівні обрав Францію, де зіграв кілька матчів у складі юнацьких збірних цієї країни.